# 修羅の門異伝 ふでかげ
『修羅の門異伝 ふでかげ』（しゅらのもんいでん ふでかげ）は、日本の漫画家である川原正敏（原作）と飛永宏之（作画） による漫画作品。題材はサッカーであり、草サッカーチームが天皇杯を勝ち上がっていくと言う物語である。2010年12月号から2014年12月号まで『月刊少年マガジン』（講談社）にて隔月連載された。単行本は全8巻。

## 解説
1987年から1996年まで『月刊少年マガジン』に連載されていた川原正敏の漫画作品『修羅の門』のスピンオフ作品である。
コミックス巻末収録の川原の文に依れば、もともとのアイデアは、『修羅の門』終了時点から存在しており、次の連載作品候補として編集部に『海皇紀』と本作の両方を提示したところ、連載の長くなる『海皇紀』のほうが採用された。
2010年に『海皇紀』の終了を受け、次期連載作品として編集部に再び提示したが編集部の意向は『修羅の門』続編（『修羅の門 第弐門』）であった。ただし、「同時連載ならば」本作の連載も可、という条件を得ている。自身での同時連載は無理 であるが、片方を原作者という立場であれば可能と判断し、川原主宰の草野球チームなどで交流の深い飛永宏之に作画を依頼することで、『修羅の門 第弐門』と共に、ダブル新連載として隔月連載の開始となった。作品の絵柄は川原のものに似せて描かれている。
川原は広島県三原市出身であり、2009年に同市を全国にPRするふるさと大使の1人に任命されている。その縁もあり、題名の「ふでかげ」は三原市の筆景山からとられている他、本作品には実在の街中や筆景山・広島空港などの三原市内が舞台背景として登場する。
なお、本作は「修羅の門異伝」と銘打たれており、『修羅の門』と世界観を共有している。『修羅の門』の主人公・陸奥九十九は1巻で名前が登場するだけで陸奥圓明流も登場しないが、主人公・小早川拳将は陸奥九十九と対戦経験の有る「イグナシオ・ダ・シルバ」の弟子であり、ヒロインである後藤さつかは陸奥九十九と縁のある空手の流派「神武館」に所属しており、神武館主催の空手大会に出場するエピソードが含まれている。

## ストーリー
小早川拳将は、幼馴染の後藤さつかと、サッカーの師匠であり故人であるさつかの父との「国立へ行く」約束を果たすために、ブラジルから帰国してきた。
「帰国子女枠」でさつかと同じ浮城学園に入学し、サッカー部の入部テストを受けるが、さつかの父に教えられた「楽しいサッカー」を理想とする拳将はボールも触らせず短距離走、長距離走のタイムだけで選手を選別する監督と対立し、合格しながらも入部を辞退する。しかし、約束を守るために「草チームによる天皇杯」で国立に行く事を思い立ち「三原FCふでかげ」を立ち上げる。
元プロ選手の陶秀行を監督にスカウトしたのを皮切りに、浮城学園のサッカー部からはみ出した者、元実業団サッカー選手など一癖も二癖もあるメンバーを集め、三原FCふでかげは天皇杯広島県予選、決勝トーナメントに挑む。天皇杯1次予選トーナメントにおいてはチーム全体の実戦経験不足を補うために、2点以上失点してから逆転勝ちするというリスクの高い作戦を実施。決勝大会（第1種）では無失点でトーナメント戦を勝ち抜き、決勝戦では決勝大会（第2種）を勝ち上がった浮城学園と対戦。先取点（決勝大会以後初失点）を許すものの、逆転勝利する。
天皇杯本戦で対戦したJリーグ所属クラブ（J1、J2それぞれ1チーム）にも勝ち、準々決勝に勝ち進んだふでかげは、監督兼選手の陶の古巣であるJ1チーム「サンセッタ広島」と対戦する。
サンセッタ広島のウェブスター監督はJリーグチームが敗れたのはふでかげを甘く見て、リーグ開催中ということもあり主力選手を温存したためと判断。また陶との個人的な約束もあり、リーグ戦の真っ最中のような総戦力でふでかげと対戦する。サンセッタ広島に開始15分ほどで2点の先攻をゆるすものの、後半44分にふでかげは同点に追いつく。残り時間僅かの中、猛攻に転じたサンセッタ広島はキーパー拳将との1対1にも競り勝ち、決勝ゴールか……と思われたが、島がボールを両手で押さえて阻止する。島はハンドリングでレッドカードをもらい退場。ペナルティーキックとなるが、拳将がボールを止め、そのままカウンターでサンセッタ側のゴールを揺らした。
準決勝の相手はJ1強豪「ギガンテス東京」。しかも、島がレッドカードで出場禁止の事態となったため、選手登録だけはしてあったさつかが出場。ギガンテスの各選手は、少女であるさつか相手のラフプレイに二の足を踏んだり、個人技を披露しようと意識したため、攻撃にやや精彩を欠くことになった。これは陶の目論見通りであり、後半戦の終盤近くまで持ちこたえ、焦りが出てきたところでカウンターを狙うための秘策であったが、後半早々にさつかが先制点を挙げてしまう。このため、元旦の決勝で現場復帰を目論んでいたベテラン選手三沢が予定外に早く交代出場。会場の空気を一瞬でギガンテス寄りに一変させる。またふでかげの主軸である拳将の手を故意に蹴りつけるなどのダーティーなプレイで優位に立ち、審判の不適切なジャッジもあり3対1と逆転されてしまう。しかし、ふでかげのチーム全体が消沈する中、諦めずに笑顔を失わない拳将、さつかに心を動かされたイグナシオ・ダ・シルバがふでかげのユニフォームを着て、助っ人として参戦する。その後、ふでかげはイグナシオのアシストなどにより後半37分に1点を返し、そして終了直前に同点に追いつく。ロスタイムには拳将がファインセーブを見せ、そのままボールをキープ、センターラインまでドリブルし、ロングシュートを決め、これが決勝点となり、天皇杯決勝へ駒を進め、さつかの父との「国立へ行く」という約束を果たすことができた。
続く決勝ではJリーグ王者「名古屋ドラグーン」と対戦。80%以上ボールをキープされると言う苦戦に見舞われながらも、両者無得点のまま試合が続いた。しかし後半38分、前の試合で三沢に負傷させられていた拳将の右手が限界となる。ここで身長がある田中がキーパーに名乗り出て拳将とポジションを交替、フォワードとしてピッチに躍り出た拳将に、ドラグーン側のシュートをパンチングならぬバレーボールの「スパイク」の要領で打ち返し拳将にロングパスを届けるカウンターで決勝点となる1点を入れることに成功した。
試合終了直前、陶はピッチを退場し、さつかを投入すると言う計らいを見せる。さつかは天皇杯優勝の美酒を味わい、また試合後には涙ながらに「天皇杯」（優勝カップ）を掲げることができた。
そして、さつかの父の墓前に天皇杯優勝のメダルを供え、物語は終わる。

## 登場人物

### 主要人物
小早川拳将（こばやかわ けんしょう）
本作の主人公。『修羅の門』に登場した神武館ブラジル支部長である徳光将の甥っ子。両親とともにブラジルで生活していたが「国立」に行くというサッカーの師であるさつかの父との約束のために帰国し、広島に帰ってきた。日本語は両親の影響（父が広島弁で母が大阪弁）で両者のちゃんぽんになる。
飛んできたボールを空中でボレーして人間に当てる、走力は短距離・長距離ともに全国レベル。さらにはブラジル在住中はイグナシオと空手で組み合って3分持つという年齢離れした能力の持ち主。しかし、さつか曰く「顔面を攻撃できない」、「稽古相手（イグナシオ）が強すぎて自分の強さを把握していない」と言う欠点がある。
ブラジル帰りでポルトガル語が話せることから「帰国子女枠」で浮城学園に入学し、一般生としてサッカー部の入部テストを受けるが前田日向太の起用をめぐって監督と対立し、入部テストには合格しながら自ら蹴ることになる。「三原FCふでかげ」でのポジションはゴールキーパー。キーパーとしては決して恵まれた体格ではないが、それでも視野の広さと、通常のフィールドプレイヤーをも凌駕するボール捌きは、攻守の要として機能し、広島選手権決勝では同点ゴールの起点となり、直後には自ら決勝点もあげた。
後藤さつか（ごとう さつか）
本作のヒロイン（名前の由来は「サッカー」から。）拳将の幼馴染で拳将の父（現・神武館ブラジル支部サンパウロ道場師範）の弟子。空手家の息子である拳将に、サッカーの楽しさを教えたのがさつかの父・直柔（なおなり）だった。拳将の実力を知っている為、ボケた際には遠慮なくツッコミをいれる。「三原FCふでかげ」のサポーターであり、12人目の登録選手。
空手の腕前は神武館中学生広島チャンプ。ご多聞に漏れず豪快な性格だが、やはり年頃の娘らしく拳将との間接キッスを意識したりもする。
天皇杯全日本サッカー選手権大会と広島選手権の合間に行われた全国大会では女子軽量級部門に出場。アリア・フェレイラに判定負けする。
前田日向太（まえだ ひなた）
一般生として、拳将と共に入部テストを受け100メートル走では拳将に次ぐ成績を出したが、持久力がない身体が細いという理由で失格。しかし、拳将はスピードとフットサル仕込みの優れたボール捌きを見出して推薦するが、浮城の監督は日向太の欠点のみを指摘して不合格を言い渡す。このような起用を巡って拳将が監督と対立したことが、ふでかげ設立のきっかけになり、拳将に二人目のメンバーとして勧誘され、ふでかげに参加する。そして一年がかりで鍛え上げ、広島選手権決勝では同点ゴールを決めるなど、前後半90分を走り抜くスタミナを獲得する。ポジションは左ウィング。スピードとテクニックで、後にマスコミから「リトルピクシー」と呼称される。
島貴文（しま たかふみ）
一般生として、拳将と共に入部テストを受けたが、失格。日向太とは逆に10キロメートル走では拳将に次ぐ成績だった。拳将のチーム立ち上げの話を聞いて自分から参加を申し出てきた。極めてポジティヴな性格で「自称・チームのダイナモ」。拳将曰く「バカ」だが、その性格ゆえミスを引きずらない。前述の通り持久力に優れることから試合終盤でも運動量が落ちないため、時に勝利の起点となる好プレイをする事もある。ポジションは左トップ下。
準々決勝のサンセッタ広島戦でハンドリングでボールを停めてしまい、レッドカードをもらって退場（ただし、結果的にはこの行為がふでかげに勝利をもたらした）。準決勝ではベンチにも入れず観客席から応援することになる。
山本孝助（やまもと こうすけ）
浮城学園サッカー部一般入部で2年生。額に黒子がある大仏顔。拳将たちの入部テストで計測係をしたが、拳将の走った際の計測に手心を加えたと判断され退部になる。それ以前にも監督の思惑から外れたプレイをしたため、干されていた。孝助の例にあるように浮城では監督の指示が絶対であり、それに外れるようなプレイは結果としてファインプレイであっても望まれない。またサッカー部は特待生が主体であり、一般生徒がレギュラーになることは、ほとんどない。サッカー部を退部後は柔道部に入っていたが、親が務める工務店社長の息子である主将から強要された形だった。主将から言質を取った拳将から誘われ、ふでかげに参加する。
陶曰く、可もなく不可もなく走れる選手と地味だが、後にマスコミから「粘りの6番」と呼称される。ポジションは右トップ下。
陶 秀行（すえ ひでゆき）
元サンセッタ広島に所属したプロ選手。代表経験もあり、フリーキッカーを務めたこともある。引退後、海外でコーチングを学び三葉重工サッカークラブ「三原FC」監督に就任し、中国地区リーグ戦優勝、天皇杯でも県予選決勝まで進む好成績を残す。しかし折からの不況で、従業員削減もあってクラブの廃止が決定。選手一通りの身の振りを手配した後、お別れの会代わりの紅白戦中に拳将と出会い、ふでかげのチーム監督として参加する事になる。
その後、高橋を勧誘する際の勝負で拳将から依頼されたピンポイントパスを決めたことで11人目の選手としても参加することとなる。ポジションはトップ下。
最底辺から天皇杯を目指すため、広島予選では試合経験を積むためにリスキーな守備をさせ2点まで相手に取らせたうえで逆転するというスタイルでプレーを行い、本戦では一転して無失点プレーで決勝まで進ませている。
広島県大会決勝の浮城学園監督からはチームの弱点であることを見抜かれたが、監督としての力量の差をみせつけて勝利し、天皇杯へ駒を進めた。その後は準々決勝で師であるウェブスター率いるJ1サンセッタ広島と戦い、準決勝では後半に同点打を放つなどプレーヤーとしても活躍している。
浅井司朗（あさい しろう）、大石和高（おおいし かずたか）、今井信幸（いまい のぶゆき）、西田忠（にしだ ただし）
三葉重工サッカークラブ「三原FC」に所属していた選手でポジションはディフェンダー。三原FC解散の別れの会代わりに行われた紅白試合に参加した拳将のプレイに心が奮え、アルバイト同様の待遇で三葉重工に残り、ふでかげに参加した。
4人とも実家が家業を持っており、いずれ実家を継がねばならないのだから正社員でもバイトでも変わらないと言っている。
田中経人（たなか つねと）
拳将、さつかの一つ上の幼馴染（二人からは「経（けい）ちゃん」と呼ばれている）。小・中学生まではサッカーをやっていたが、中二の時に「女の子にモテると言われて」バレーボールに転向、浮城に進学後一年生時に県大会ベスト4まで行くが、手首を痛めてしまう。その事を隠して「やる気が無くなった」とうそぶきバレー部を退部した。中一の時点で175センチメートルと長身だったが、現在は191センチメートルとチーム一の身長にして自称「チーム一のイケメン」。後にマスコミから「高高度爆撃機」とも呼称されるが、本人はもう少し格好の良い方がと不満の模様。
元々さつかに好意を抱いており、拳将がブラジルに行く前に告白するが振られる。現在はさつかの好感度ポイントを挽回すべく奮闘中。ポジションはセンターフォワード。天皇杯決勝戦では、右手を痛めた拳将に代わってキーパーを務め、スパイクでロングパスを行うが、完治していなかった手首を悪化させることになった。
高橋迅（たかはし じん）
陶の母校出身の後輩。丸顔で温和な外見のため田中からは名前負けしていると評されている。高校時代に代理で出場した陸上大会で新記録を出したことで大学から声がかかり、周りの後押しもあって陸上に転向するが大学では記録に伸び悩んで引退した。右ウイングを探していた陶がたまたま見たテレビの特集で取り上げられており現在も三原に在住していることが分かったことから勧誘を受ける。
当初はチーム加入を辞退しようとしていたが、拳将から100m走の勝負に勝ったら記録が伸びなくなった理由を教えるとの提案を受けて勝負をした。拳将に頼まれて陶がゴール地点にセンタリングを行った2走目で勝利し、その理由に気づく。さらにチームメイトが引き止めなかった理由を陶から聞いたことでチーム加入を決意する。後にマスコミから「快速」と称される。
対サンセッタ戦では日本代表にもなっているサイドバッグの小田隼人に序盤から封じられるがラストのプレーで走り勝ち、小田から日本最速のプレーヤーであることを認められる。ポジションは右ウィング。

### その他
イグナシオ・ダ・シルバ
『修羅の門』に登場する神武館空手の南米王者。徳光の弟子で日本語は師匠譲りのこてこての大阪弁。
負傷したブラジル代表のスター選手の推薦でピンチヒッター選手として南米選手権に出場し得点王に輝き、国立競技場での日本代表との親善試合で、いきなりハットトリックを決める。試合後のインタビューで「日本サッカー界の救世主となるような天才が、近々ブラジルから帰国する」と発言したところから物語が始まる。
1年後には、神武館本部（東京）の指導員として日本に滞在中。拳将に請われて13人目の選手として選手登録だけは受けていた。
天皇杯準決勝も、最初は観客として試合を観戦するだけのつもりだったようだが、後半絶望的な状況になっても笑顔を失わない拳将の姿に心を打たれ、選手としてフィールドに立つ事になる。イグナシオを警戒したため、対戦相手ギガンテスの守備陣に穴が出来たというのもあるが、イグナシオ自身はワンタッチした程度。決勝戦では選手登録も抹消し、アリアと観客席から観戦した。
アリア・フェレイラ
神武館空手全国大会で講談館音羽代表として出場したブラジルからの留学女子。徳光の弟子でイグナシオ同様に日本語はこてこての大阪弁。ブラジル在住時の拳将とも面識があり、拳将に好意を抱いている。拳将が帰国する際にその理由を知り、「自分がさつかと勝負して勝ったら、ひとつ言う事を聞く」と言う約束をしていた。
神武館全国大会にて、さつかと決勝で対戦し、試合そのものには判定勝ちするが、内容的には負けたことを自覚しており、「引き分け」としてさつかと再戦の約束をした。
ウェブスター
サンセッタ広島の監督。イギリス人。陶秀行がコーチングを学んだ際の師匠でもある。陶が日本に帰る際に、互いの率いるチームが対戦する際には全力を尽くすとの約束を交わし、その約束の通り、最強布陣の選手陣でふでかげと対戦する。
三沢督（みさわ おさむ）
Jリーグ、ギガンテス東京に所属する選手。35歳。陶と交替するように日本代表になった。「日本代表の心臓」「三沢提督」とも呼ばれるベテランプレイヤー。負傷のため、準決勝まで出場していない。
身体技能のみならず洞察力も一流だが、加えてマリーシアと称しての反則行為を得意としており、数々の裏技でふでかげを窮地に陥れる。
大野（おおの）
浮城学園サッカー部監督。選手を使い捨てのゲームの駒扱いし、イエスマン以外の存在を認めない狭量な人物。
全広島県大会決勝でふでかげ苦戦の中、陶が選手たちと共に見せた笑顔をやせ我慢と分析。ガラスのチームと判断して、先制した1点を守ることに徹して時間を稼ぎ、ふでかげ選手の心を折る作戦を取ったが、実は今までの独裁で自軍こそがガラスのチームと化しており、過去、先制点を守っての戦いはミスを恐れる選手たちの委縮したプレイを誘発して苦戦、もしくは逆転負けのパターンだったと気付かずに自軍の首を絞める結果となり（これが陶の狙いであった）、拳将がゴールを捨てて攻撃に参加し、さらに自分が無能の烙印を押した者たちが発揮した底力に敗北する事となった。

## 単行本
1. 2011年06月17日 ISBN 978-4-06-371292-6
2. 2011年12月16日 ISBN 978-4-06-371314-5
3. 2012年06月15日 ISBN 978-4-06-371337-4
4. 2013年01月17日 ISBN 978-4-06-371360-2
5. 2013年08月16日 ISBN 978-4-06-371384-8
6. 2014年04月17日 ISBN 978-4-06-371416-6
7. 2014年10月17日 ISBN 978-4-06-371444-9
8. 2015年01月16日 ISBN 978-4-06-371453-1